# Chrobry Głogów
Chrobry Głogów is een voetbalclub uit de stad Głogów in Polen. De club is vernoemd naar koning Bolesław I Chobry die van 992 tot 1025 over Polen regeerde. 

## Geschiedenis
De club werd opgericht in 1946 als Głogowski Sports Club Energia. Na een fusie met enkele andere clubs werd de huidige naam aangenomen. In 1979/80 bereikte de club de halve finale van de Poolse beker, waar ze met 0-4 verloren van Legia Warschau, en dat terwijl de club toen zelfs nog nooit in een van de twee hoogste klassen gespeeld had. In 1984 slaagde de club er voor het eerst in te promoveren naar de tweede klasse en speelde daar tot 1987. Na vier jaar kon de club voor één seizoen terugkeren en daarna opnieuw van 1993 tot 1997. 
In 2002 zakte de club zelfs naar de vierde klasse, al was dat maar voor één seizoen. In 2008 volgde opnieuw een degradatie en nu kon de club pas na drie seizoenen terugkeren. In 2014 slaagde de club erin opnieuw naar de tweede klasse te promoveren, waar de club intussen een vaste waarde geworden is. 